# Ian Hamilton Finlay
Ian Hamilton Finlay, né le 28 octobre 1925 à Nassau et mort le 27 mars 2006 à Édimbourg, est un artiste-paysager et un poète écossais.

## Biographie

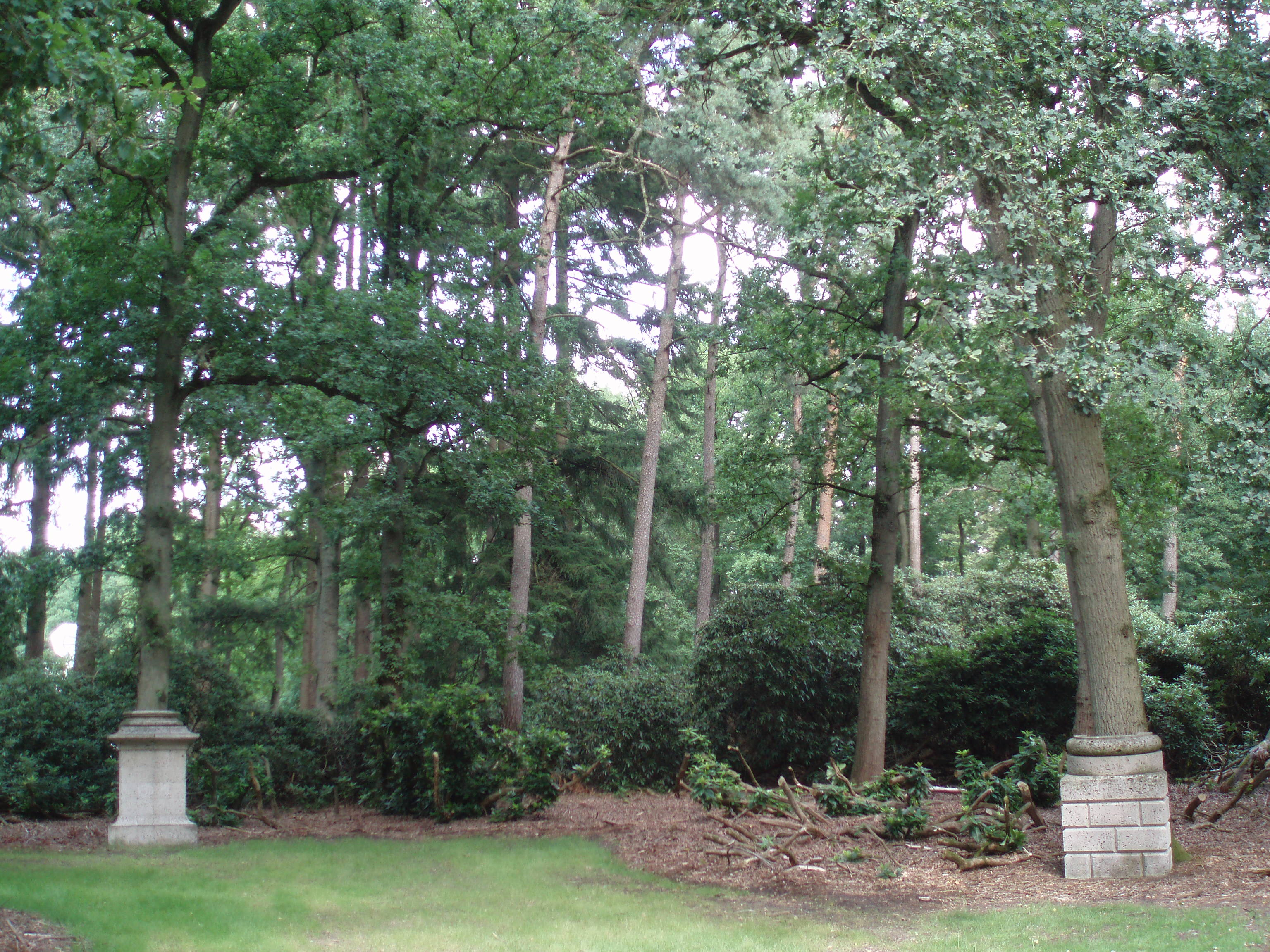
Five Columns par Finlay au Musée Kröller-Müller.

Arrivé à Édimbourg à 25 ans, Ian Hamilton Finlay emménage dans la ferme de Stonypath, au milieu des marécages en 1966, qu'il transforme alors en territoire artistique inspiré du jardin d'Ermenonville de Rousseau, avec de petits temples, des colonnades, des portiques et des ruines artificielles. Le sculpteur-poète écossais y dispose des stèles portant des citations latines plus ou moins inventées ou détournées. Ce goût pour le mélange des genres et des époques le conduit à réaliser en Bretagne, au parc de Kerguéhennec, dix plaques en calcaire pour les arbres du domaine. La moitié d'entre elles, rectangulaires, désignent l'arbre par son appellation latine, les cinq autres, ovales, portent le nom des couples de la littérature qui ont entrelacé leurs initiales dans l'écorce. L'artiste, directeur d'une maison d'édition à la fin des années 1960, est aussi passionné de philosophie. Son culte du XVIIIe siècle et ses références à l'Antiquité gréco-romaine doivent, selon lui, exalter une nouvelle modernité, revue et corrigée par une ode perpétuelle au végétal, au minéral et au monumental. François Léotard, alors ministre de la Culture, lui commande un jardin de pierre pour célébrer le bicentenaire de la Révolution, mais à la suite d'une plainte pour antisémitisme déposée par le sculpteur canadien Jonathan Hirschfeld contre le sculpteur écossais, le projet est retiré. En dépit de ces polémiques, Ian Hamilton Finlay est promu en 2002 au rang de commandant de l'ordre de l'Empire britannique.

## Œuvres
- 1977 : Cadran solaire, au Musée d'art contemporain en plein air du Sart Tilman (Université de Liège)
- 1999: Petrarca, sur l'Île des Sculptures à Pontevedra
- Les Cimetières des naufragés (dans le jardin médiéval du Musée de l'Œuvre Notre-Dame à Strasbourg)